# 小林幸徳
小林 幸徳（こばやし ゆきのり、1957年 - ） は、日本の機械工学者。工学博士。北海道大学名誉教授。独立行政法人国立高等専門学校機構理事兼苫小牧工業高等専門学校校長。

## 人物・経歴
北海道天塩郡天塩町で修理工場を経営する家に生まれる。北海道天塩高等学校卒業後、1981年北海道大学工学部機械工学科卒業。北海道大学基礎スキー部出身。指導教官の勧めで大学院に進学し、1986年北海道大学大学院博士後期課程修了、工学博士、北海道大学講師。1989年北海道大学助教授。2004年北海道大学教授。2011年計測自動制御学会北海道支部長。2012年北海道大学高等教育推進機構副機構長。2014年北海道大学大学院工学研究院副研究院長。2016年国立大学法人北海道大学教育研究評議会評議員。2017年北海道大学工学院長。2019年苫小牧工業高等専門学校校長。2020年独立行政法人国立高等専門学校機構理事（校長兼務）。国立大学法人北見工業大学学長選考会議委員兼経営協議会委員兼務。